# Tlen
Tlen (O, łac. oxygenium) – pierwiastek chemiczny o liczbie atomowej 8, niemetal z grupy tlenowców w układzie okresowym.
Stabilnymi izotopami tlenu są 16
O (stanowi ponad 99% tlenu naturalnego), 17
O oraz 18
O.
Tlen w stanie wolnym występuje w postaci cząsteczek dwuatomowych O
2 oraz trójatomowych – ozonu O
3 (głównie w ozonosferze). Wykryto jednak także cząsteczki cztero- i ośmioatomowe.
Tlen jest paramagnetykiem. Ciekły tlen ma barwę niebieską. Stały tlen znany jest w sześciu odmianach alotropowych, do których należy tzw. „czerwony tlen” i tlen metaliczny, stabilne w warunkach bardzo wysokich ciśnień.

## Występowanie
Tlen jest najbardziej rozpowszechnionym pierwiastkiem na Ziemi – zawartość tlenu w jej skorupie wynosi 46,4%. Stanowi też 20,95% objętości atmosfery ziemskiej (23,25% wagowych). W postaci związków z innymi pierwiastkami wchodzi w skład hydrosfery (gdzie jego zawartość wynosi około 89% – woda) i litosfery jako tlenki (np. krzemionka (piasek) zawiera ok. 53% tlenu). W przyrodzie obieg tlenu odbywa się w cyklu zamkniętym. Rozpuszczalność tlenu w wodzie słodkiej wynosi 8,3 mg/l, a w wodzie słonej (3,5% soli) 6,6 mg/l (25 °C, 1 atm.). Tlen jest około dwa razy lepiej rozpuszczalny w wodzie niż azot. Rozpuszczalność powietrza w wodzie wynosi 23 mg/l (25 °C, 1 atm.); powietrze rozpuszczone w wodzie zawiera 35,6% tlenu.

## Historia
Uznaje się, że tlen został odkryty przez Carla Scheelego przed 1773, ale odkrycie nie zostało opublikowane do 1777. W tym czasie za odkrywcę tlenu od dwóch lat uznawany był Joseph Priestley, który ogłosił jego odkrycie w Royal Society 23 marca 1775. Otrzymał on tlen 1 sierpnia 1774, ogrzewając tlenek rtęci(II) i zbierając wydzielający się gaz.
Historyk alchemii Roman Bugaj wskazał, że tlen został odkryty już w XVII wieku przez Michała Sędziwoja, który nazywał go, między innymi, „pokarmem żywota” (łac. cibus vitae) i „duchem świata” (łac. spiritus mundi). Sędziwój wiedział, że „pokarm żywota, ukryty w powietrzu” jest niezbędny do życia i że przedostaje się z powietrza do krwi. Otrzymał go w drodze rozkładu saletry potasowej, który zachodził podczas jej prażenia; swoje doświadczenie opisał w dziele Dwanaście traktatów o kamieniu filozofów (1604). Stwierdził, że saletra jest ciałem złożonym, zawierającym „duch świata” (tak nazwał tlen, uznając go za kamień filozoficzny), umożliwiającym życie ludzi i zwierząt.
Ciekły tlen po raz pierwszy otrzymali profesorowie Uniwersytetu Jagiellońskiego Zygmunt Wróblewski i Karol Olszewski 5 kwietnia 1883. Wcześniej, w 1877, mgłę skroplonego tlenu zaobserwowali niezależnie Szwajcar Raoul Pictet i Francuz Louis-Paul Cailletet.
Łacińska nazwa tlenu oxygenium (z greckiego oksy, kwaśny, i gennao, rodzę), wprowadzona została przez Antoine’a Lavoisiera. Jako pierwszy uznał on tlen za pierwiastek chemiczny.
Polską nazwę „tlen” (od słowa „tlić”) zaproponował Jan Oczapowski przed rokiem 1851 i została ona zaakceptowana przez większość polskiego środowiska chemicznego w ciągu ok. 10 lat. Wcześniejsza polska nazwa „kwasoród” była dosłownym tłumaczeniem łacińskiej, a wprowadził ją Jędrzej Śniadecki.

## W przyrodzie
Tlen jest pierwiastkiem biogennym.
Jest niezbędny organizmom tlenowym do przeprowadzenia fosforylacji oksydacyjnej będącej najważniejszym etapem oddychania. Niektóre organizmy beztlenowe giną w obecności niewielkich ilości wolnego tlenu. Organizm przeciętnego dorosłego człowieka zużywa w ciągu minuty około 200 ml (0,3 g) tlenu. Oddychanie czystym tlenem jest dość niebezpieczne, ponieważ podnosi on ciśnienie krwi i wywołuje kwasicę. Niedobór tlenu staje się niebezpieczny dla życia, gdy jego zawartość w powietrzu spada poniżej 10–12%.
Zwierzęta wykorzystują go w procesie oddychania tlenowego w celu otrzymania energii:
C
6H
12O
6 + 6O
2 + ADP +
 H
3PO
4 → 6CO
2 + 7H
2O + ATP

## Otrzymywanie w warunkach laboratoryjnych
- poprzez podgrzewanie nadmanganianu potasu w temperaturze powyżej 230 °C:
2KMnO
4 → K
2MnO
4 + MnO
2 + O
2↑
- poprzez termiczny rozkład azotanu potasu w temperaturze powyżej 400 °C, ale nie większej niż 440 °C:
2KNO
3 → 2KNO
2 + O
2↑
- poprzez termiczny rozkład chloranu potasu w temperaturze powyżej 550 °C:
2KClO
3 → 2KCl + 3O
2↑
- poprzez ogrzewanie tlenku rtęci(II):
2HgO → 2Hg + O
2↑
- poprzez rozkład wodnego roztworu nadtlenku wodoru (wody utlenionej lub perhydrolu) pod wpływem ciepła lub katalizatora, na przykład dwutlenku manganu:
2H
2O
2 → 2H
2O + O
2↑
- w wyniku reakcji nadmanganianu potasu z nadtlenkiem wodoru:
2KMnO
4 + 3H
2O
2 → 3O
2 + 2KOH + 2MnO
2 + 2H
2O
- w wyniku elektrolizy wody:
2H
2O → 2H
2↑ + O
2↑

## Zastosowanie
Tlen jest stosowany w medycynie, do sporządzania mieszanek oddechowych do nurkowania, w przemyśle jako utleniacz (na przykład w palnikach acetylenowo-tlenowych).

## Związki tlenu
Tlen wchodzi w skład wielu związków chemicznych o dużym znaczeniu przemysłowym: tlenków (w szczególności tlenku wodoru (wody) oraz dwutlenku węgla), nadtlenków (w szczególności nadtlenku wodoru), kwasów tlenowych, zasad. Jest też składnikiem większości związków organicznych o znaczeniu biologicznym, przykładowo białek i tłuszczów.
Oprócz anionów tlenkowych (występujących też w tzw. podtlenkach), ozonkowych, ponadtlenkowych i nadtlenkowych znane są związki, w których tlen występuje w podsieci kationowej. Jest to kation dioksygenylowy O+
2 w związku O
2PtF
6 (heksafluoroplatynian dioksygenylu). Kation ten może być stabilizowany przeciwjonem anionowym o silniejszych właściwościach ox-bas od tlenu lub red-ac od kationu oksygenylowego.